# 森勇登
森 勇登（もり ゆうと、1998年8月14日 - ）は、ラグビーユニオン選手。ジャパンラグビーリーグワンの横浜キヤノンイーグルスに所属している。

## 略歴
福岡県出身。東福岡高校時代、高校日本代表に選ばれた。
2017年、明治大学に入る。
2018年、ジュニア・ジャパンに選ばれ、ワールドラグビーパシフィック･チャレンジ2018に出場。U20日本代表に選ばれ、ワールドラグビーU20チャンピオンシップに出場した。
2021年、東芝ブレイブルーパスに加入。
2022年2月26日に行われたJAPAN RUGBY LEAGUE ONE第7節シャイニングアークス東京ベイ浦安戦に、途中出場で公式戦初出場を果たした。
23-24シーズンからはUTBの特性から主にリザーブとして試合メンバーに定着しリーグ戦15試合に出場。プレーオフ決勝でも後半リザーブから出場し決勝のトライをマークした。　
24-25シーズンもリザーブとして開幕節から試合に出場していたが、シーズン中盤の第7節以降はWTB11のスタメンに定着しリーグ戦全18試合に出場。プレーオフ決勝でも先発出場し試合後半に2年連続でチームの優勝を決めるトライを挙げた。
2025年6月、東芝ブレイブルーパス東京を退団。
2025年6月30日、横浜キヤノンイーグルスへの入団を発表した。